# 金馬獎最佳原創電影歌曲
金馬獎最佳原創電影歌曲是由財團法人中華民國電影事業發展基金會的臺北金馬影展執行委員會在臺灣舉辦的電影獎項，自1962年起頒發，給予年度最出色的華語電影中原創電影歌曲。

## 得獎者及入圍名單

### 最佳音樂（第1屆—第4屆）
|  | 獲獎者 |

| 年份 （屆數）  | 片名                     |
| -------------- | ------------------------ |
| 1962 （第1屆） | 《千嬌百媚》姚敏         |
| 1963 （第2屆） | 《梁山伯與祝英台》周藍萍 |
| 1965 （第3屆） | 《萬花迎春》顧嘉煇       |
| 1965 （第3屆） | 《情人石》駱明道         |
| 1966 （第4屆） | 《啞女情深》左宏元       |

### 最佳音樂非歌劇（舞）片（第5屆—第6屆）
| 年份 （屆數）  | 片名                 |
| -------------- | -------------------- |
| 1967 （第5屆） | 《何日君再來》顧嘉煇 |
| 1968 （第6屆） | 《烽火萬里情》王福齡 |

### 最佳音樂（非歌劇）（第7屆—第12屆）
| 年份 （屆數）   | 片名                 |
| --------------- | -------------------- |
| 1969 （第7屆）  | 《水上人家》周藍萍   |
| 1970 （第8屆）  | 《路客與刀客》周藍萍 |
| 1971 （第9屆）  | 《緹縈》夏祖輝       |
| 1972 （第10屆） | 從缺                 |
| 1973 （第11屆） | 《愛的天地》劉家昌   |
| 1975 （第12屆） | 《雲深不知處》溫隆信 |

### 最佳非歌劇影片音樂（第13屆—第14屆）
| 年份 （屆數）   | 片名           |
| --------------- | -------------- |
| 1976 （第13屆） | 《梅花》劉家昌 |
| 1977 （第14屆） | 《秋霞》顧嘉煇 |

### 最佳劇情片音樂（第15屆）
| 年份 （屆數）   | 片名                     |
| --------------- | ------------------------ |
| 1978 （第15屆） | 《鄉野奇談》黃茂山       |
| 1978 （第15屆） | 翁清溪《汪洋中的一條船》 |
| 1978 （第15屆） | 吳大江《新紅樓夢》       |

### 最佳劇情片電影插曲與最佳劇情片配樂（第16屆—第28屆）
| 年份 （屆數）   | 片名                                                            |
| --------------- | --------------------------------------------------------------- |
| 1979 （第16屆） | 〈歡顏〉《歡顏》詞：沈呂白，曲：李泰祥 （齊豫演唱）             |
| 1979 （第16屆） | 詞：林煌坤，曲：林家慶〈沒有泥土哪有花〉 《春寒》（鳳飛飛演唱） |
| 1979 （第16屆） | 詞：莊奴，曲：駱明道〈成功嶺上〉《成功嶺上》（甄秀珍演唱）      |
| 1980 （第17屆） | 從缺                                                            |
| 1980 （第17屆） | 詞：張佩成，曲：溫隆俊〈大公雞〉《鄉野人》                      |
| 1980 （第17屆） | 詞：孫儀，曲：翁清溪〈早安台北〉《早安台北》 （鍾鎮濤演唱）     |
| 1980 （第17屆） | 詞：丁善璽，曲：楊秉忠〈碧血黃花〉《碧血黃花》 （姚敏演唱）     |
| 1981 （第18屆） | 《原鄉人》翁清溪                                                |
| 1981 （第18屆） | 施東榮《名劍風流》                                              |
| 1981 （第18屆） | 李泰祥《明天只有我》                                            |
| 1982 （第19屆） | 《辛亥雙十》成明、趙寧、琳妮                                    |
| 1982 （第19屆） | 林敏怡《彩雲曲》                                                |
| 1982 （第19屆） | 鍾鎮濤《邊緣人》                                                |
| 1983 （第20屆） | 《搭錯車》李壽全                                                |
| 1983 （第20屆） | 李泰祥《今年的湖畔會很冷》                                      |
| 1983 （第20屆） | 林敏怡《盟》                                                    |
| 1984 （第21屆） | 《金大班的最後一夜》陳志遠、慎芝                                |
| 1984 （第21屆） | 李壽全《笑匠》                                                  |
| 1984 （第21屆） | 許冠傑《全家福》                                                |
| 1985 （第22屆） | 《超級市民》李壽全、張大春                                      |
| 1985 （第22屆） | 李宗盛《台北神話》                                              |
| 1985 （第22屆） | 林敏怡《龍的心》                                                |
| 1986 （第23屆） | 《唐山過台灣》史擷詠                                            |
| 1986 （第23屆） | 張子石《父子關係》                                              |
| 1986 （第23屆） | 李宗盛、鍾曉陽、張艾嘉《最愛》                                  |
| 1987 （第24屆） | 《桂花巷》陳揚、吳念真                                          |
| 1987 （第24屆） | 泰迪羅賓《龍虎風雲》                                            |
| 1987 （第24屆） | 黃霑《倩女幽魂》                                                |
| 1988 （第25屆） | 《黃色故事》王文清                                              |
| 1988 （第25屆） | 羅永暉《群鶯亂舞》                                              |
| 1988 （第25屆） | 陳耀川、林敏怡《傾城之戀》                                      |
| 1989 （第26屆） | 《魯冰花》陳揚、姚謙                                            |
| 1989 （第26屆） | 周啟生、潘偉源、楊凡《流金歲月》                                |
| 1990 （第27屆） | 《笑傲江湖》黃霑                                                |
| 1990 （第27屆） | 羅大佑《滾滾紅塵》                                              |
| 1991 （第28屆） | 《何日君再來》倫永亮                                            |
| 1991 （第28屆） | 陳煥昌、小蟲《阮玲玉》                                          |
| 1991 （第28屆） | 黃思源《極道追》                                                |
| 1991 （第28屆） | 伍思凱《雙城故事》                                              |

### 最佳電影歌曲（第29屆—第39屆）
| 年份 （屆數）   | 片名                                                                 |
| --------------- | -------------------------------------------------------------------- |
| 1992 （第29屆） | 《黃飛鴻之二：男兒當自強》黃霑                                       |
| 1992 （第29屆） | 吳俊霖《少年吔，安啦！》                                             |
| 1992 （第29屆） | 陳揚、楊立國《巧克力戰爭》                                           |
| 1992 （第29屆） | 鮑比達《霧都情仇》                                                   |
| 1993 （第30屆） | 《白髮魔女傳》張國榮、林夕                                           |
| 1993 （第30屆） | 姚謙、曾淑勤《天台的月光》                                           |
| 1993 （第30屆） | 黃霑《戰神》                                                         |
| 1993 （第30屆） | 顧嘉煇《武狀元蘇乞兒》                                               |
| 1994 （第31屆） | 《多桑》蔡振南、陳致成                                               |
| 1994 （第31屆） | 鍾志榮《我和春天有個約會》                                           |
| 1994 （第31屆） | 許願、林夕《金枝玉葉》                                               |
| 1995 （第32屆） | 《我的美麗與哀愁》陳昇                                               |
| 1995 （第32屆） | 朱約信《流浪舞台》                                                   |
| 1995 （第32屆） | 泰迪羅賓、李啟昌、劉諾生《香江花月夜》                               |
| 1995 （第32屆） | 張國榮《新夜半歌聲》                                                 |
| 1996 （第33屆） | 《南國再見，南國》林強                                               |
| 1996 （第33屆） | 小蟲《風月》                                                         |
| 1996 （第33屆） | 林夕、張國榮《金枝玉葉2》                                            |
| 1996 （第33屆） | 林夕、陳偉堅《百分百感覺》                                           |
| 1997 （第34屆） | 《半生緣》林夕、黃國倫                                               |
| 1997 （第34屆） | 糯米糰《愛情來了》                                                   |
| 1997 （第34屆） | 鄭柏秋、殷文琦《自梳》                                               |
| 1998 （第35屆） | 〈慾水〉《天浴》詞╱曲：小蟲 （齊豫演唱）                             |
| 1998 （第35屆） | 詞：小美 曲：楊繼麟〈太愛你〉《安娜馬德蓮娜》                        |
| 1998 （第35屆） | 詞：林夕 曲：Dick Lee〈今生不再〉《玻璃之城》                        |
| 1998 （第35屆） | 詞：林夕 曲：陳光榮〈蟲兒飛〉《風雲：雄霸天下》                      |
| 1999 （第36屆） | 〈幸福進行曲〉《天馬茶房》詞╱曲：陳明章、葉金勝、曾郁雯              |
| 1999 （第36屆） | 詞╱曲：林華全〈去年煙花特別多〉《去年煙花特別多》                    |
| 1999 （第36屆） | 詞：林夕 曲：潘協慶〈真心話〉《真心話》                              |
| 1999 （第36屆） | 詞╱曲：李宜蒼、沈懷一、王炳煌〈小姐小姐〉《破輪胎》                  |
| 2000 （第37屆） | 〈認命〉《我叫阿銘啦》詞╱曲：張羽偉                                  |
| 2000 （第37屆） | 詞：林夕，曲：陳輝陽〈黑夜不再來〉《12夜》                           |
| 2000 （第37屆） | 詞：武雄，曲：黃中原〈我想她〉《愛與誠》                             |
| 2000 （第37屆） | 詞：陳茂富，曲：郝志亮〈問天〉《大地之女》                           |
| 2001 （第38屆） | 〈風感〉《慌心假期》曲：梅林茂，詞：及川眠子，演唱：純名里沙         |
| 2001 （第38屆） | 曲：林華全，詞：陳果，演唱：向麗、孟戈〈你我她他〉《榴槤飄飄》       |
| 2001 （第38屆） | 曲：鄭捷任、張四十三，詞：蔡有信，演唱：巴奈〈看黃昏〉《自由門神》   |
| 2001 （第38屆） | 詞╱曲╱演唱：林強〈飛上天〉《千禧曼波》                               |
| 2002 （第39屆） | 〈雨衣〉《7-ELEVEN之戀》詞╱曲╱演唱：黃品源                           |
| 2002 （第39屆） | 詞：林夕，曲：黃嘉倩，演唱：鄭秀文〈愛上一個人〉《我左眼見到鬼》     |
| 2002 （第39屆） | 詞：陳果，曲：林華全，演唱：周迅〈一顆荔枝三把火〉《香港有個荷里活》 |
| 2002 （第39屆） | 詞：林夕，曲：陳奕迅，演唱：陳奕迅〈你會不會〉《幽靈人間2鬼味人間》  |

### 最佳原創電影歌曲（第40屆至今）
| 年份 （屆數）                                                                                    | 片名 |
| ------------------------------------------------------------------------------------------------ | --- |
| 2003 （第40屆）                                                                                  | 〈迴旋木馬的終端〉《向左走．向右走》詞：林夕，曲：林一峰，演唱：梁詠琪                                                          |
| 2003 （第40屆）                                                                                  | 詞：梁智強，曲：李毅，演唱：許美嫻〈擁有〉《跑吧！孩子》                                                                        |
| 2003 （第40屆）                                                                                  | 混音版詞：陳果，曲：GaiA，演唱：Hyo-soo〈我還年輕〉《人民公廁》                                                                 |
| 2003 （第40屆）                                                                                  | 詞：鄭文堂，曲：不浪尤幹，演唱：蘇雅阿紹、彌迦穌路、張雨心、黃美麗〈風中的小米田〉《風中的小米田》                              |
| 2004 （第41屆）                                                                                  | 〈流水艷光〉《豔光四射歌舞團》詞：周美玲，曲：張見宇，演唱：陳煜明、馬翊航、賴昱錡                                              |
| 2004 （第41屆）                                                                                  | 詞：林夕，曲：梁基爵，演唱：黃耀明〈身外情〉《大隻佬》                                                                          |
| 2004 （第41屆）                                                                                  | 詞：陳建彬，曲：羅楊波，演唱：陳建彬〈沖沖沖〉《突然發財》                                                                      |
| 2004 （第41屆）                                                                                  | 詞：林正盛，曲：陳明章，演唱：楊貴媚〈月娘浮光〉《月光下，我記得》                                                              |
| 2005 （第42屆）                                                                                  | 〈陽光〉《翻滾吧！男孩》詞╱曲╱演唱：何俊明                                                                                      |
| 2005 （第42屆）                                                                                  | 詞：方文山，曲╱演唱：周杰倫〈飄移〉《頭文字D》                                                                                  |
| 2005 （第42屆）                                                                                  | 詞：林夕，曲：羅大佑，演唱：Silver〈對天歌〉《黑社會》                                                                          |
| 2005 （第42屆）                                                                                  | 詞╱曲╱演唱：亂彈阿翔（陳泰翔）〈戀人〉《戀人》                                                                                  |
| 2006 （第43屆）                                                                                  | 〈十字街頭〉《如果·愛》詞：岑偉宗 ，曲：高世章 ，演唱：金城武、周迅                                                             |
| 2006 （第43屆）                                                                                  | 曲：譚盾，詞：佚名(古詞)，演唱：周迅〈越人歌〉《夜宴》                                                                          |
| 2006 （第43屆）                                                                                  | 詞：張心頤，曲：凱比鳥，演唱：張心頤〈衝動〉《愛麗絲的鏡子》                                                                    |
| 2006 （第43屆）                                                                                  | 詞╱曲╱演唱：陳信宏 〈盛夏光年〉《盛夏光年》                                                                                     |
| 2007 （第44屆）                                                                                  | 〈不能說的·秘密〉《不能說的·秘密》詞：方文山，曲╱演唱：周杰倫                                                                   |
| 2007 （第44屆）                                                                                  | 詞╱曲╱演唱：吳青峰〈小情歌〉《六號出口》                                                                                        |
| 2007 （第44屆）                                                                                  | 詞：林書宇 / 周美玲，曲：昆蟲白，演唱：楊丞琳〈小茉莉〉《刺青》                                                                 |
| 2007 （第44屆）                                                                                  | 詞：李焯雄，曲：梁翹柏，演唱：舒淇〈天堂口〉《天堂口》                                                                          |
| 2008 （第45屆）                                                                                  | 〈國境之南〉《海角七號》詞：嚴云農，曲：曾志豪，演唱：范逸臣                                                                    |
| 2008 （第45屆）                                                                                  | 詞／曲：李欣芸、程馗，演唱：張智霖〈Get together〉《渺渺》                                                                      |
| 2008 （第45屆）                                                                                  | 詞：方文山，曲╱演唱：周杰倫、杜國璋〈周大俠〉《功夫灌籃》                                                                       |
| 2008 （第45屆）                                                                                  | 詞╱曲：許景淳，演唱：房思瑜〈香香〉《漂浪青春》                                                                                 |
| 2009 （第46屆）                                                                                  | 〈遇見〉《米香》詞╱曲：曾檐 ，演唱：陶紅、 譚維維                                                                               |
| 2009 （第46屆）                                                                                  | 詞：楊大正、鄭宜農，曲╱演唱：鄭宜農〈眼淚〉《莎呦娜拉》                                                                         |
| 2009 （第46屆）                                                                                  | 詞╱曲：彭樟燦，演唱：許景淳〈流雲調〉《青春歌仔》                                                                               |
| 2010 （第47屆）                                                                                  | 〈第36個故事〉《第36個故事》詞╱曲╱演唱：雷光夏                                                                                  |
| 2010 （第47屆）                                                                                  | 詞：艾比奎松、巴亞尼阿葛巴亞尼、諾多明戈，曲：蔡曜任，演唱：艾比奎松、巴亞尼阿葛巴亞尼〈台北星期天〉《台北星期天》              |
| 2010 （第47屆）                                                                                  | 詞：林尚德，曲：林尚德，演唱：李亦捷〈彼岸〉《當愛來的時候》                                                                    |
| 2010 （第47屆）                                                                                  | 詞：王力宏、瑞業，曲╱演唱：王力宏〈你不知道的事〉《戀愛通告》                                                                   |
| 2011 （第48屆）                                                                                  | 〈完美落地〉《翻滾吧！阿信》詞╱曲╱演唱：亂彈阿翔（陳泰翔）                                                                      |
| 2011 （第48屆）                                                                                  | 詞：方文山，曲╱演唱：周杰倫、洪榮宏〈阿爸〉《阿爸》                                                                             |
| 2011 （第48屆）                                                                                  | 詞：九把刀，曲：木村充利，演唱：胡夏〈那些年〉《那些年，我們一起追的女孩》                                                      |
| 2011 （第48屆）                                                                                  | 詞╱曲：拉卡·巫茂（阿飛）、何國杰，演唱：演員合唱〈看見彩虹〉《賽德克·巴萊》                                                     |
| 2012 （第49屆）                                                                                  | 〈Do Re Mi〉《高海拔之戀II》詞：林夕，曲：羅大佑，演唱：鄭秀文                                                                  |
| 2012 （第49屆）                                                                                  | 詞╱曲╱演唱：何欣穗〈She & Me〉《寶米恰恰》                                                                                      |
| 2012 （第49屆）                                                                                  | 詞╱曲：劉偉仁，演唱：柯有倫〈陣頭〉《陣頭》                                                                                     |
| 2013 （第50屆）                                                                                  | 〈I Love You〉《一首搖滾上月球》詞╱曲：陳如山，演唱：睏熊霸                                                                     |
| 2013 （第50屆）                                                                                  | 詞╱曲：阿弟仔、廖偉傑，演唱：自由發揮〈打電影〉《阿嬤的夢中情人》                                                               |
| 2013 （第50屆）                                                                                  | 詞：李檣，曲：竇鵬，演唱：王菲〈致青春〉《致我們終將失去的青春》                                                                |
| 2013 （第50屆）                                                                                  | 詞╱曲：馬念先，演唱：林美秀〈金罵沒ㄤ〉《總鋪師》                                                                               |
| 2013 （第50屆）                                                                                  | 詞：隋棠、舒米恩，曲：舒米恩，演唱：鍾鎮濤〈如果情歌都一樣〉《甜·祕密》                                                         |
| 2014 （第51屆）                                                                                  | 〈平凡之路〉《後會無期》詞：朴樹、韓寒，曲╱演唱：朴樹                                                                           |
| 2014 （第51屆）                                                                                  | 詞：RubberBand、Tim Lui，曲╱演唱：RubberBand〈心照一生〉《掃毒》                                                                |
| 2014 （第51屆）                                                                                  | 詞：黃偉文，曲：蔡德才、黃耀明，演唱：黃耀明〈目的地〉《香港仔》                                                                |
| 2014 （第51屆）                                                                                  | 詞：馬志翔，曲：舒米恩·魯碧，演唱：演員合唱〈小鳥先生〉《KANO》                                                                 |
| 2014 （第51屆）                                                                                  | 詞：娃娃，曲╱演唱：陶喆〈愛是凝望又離開〉《寒蟬效應》                                                                           |
| 2015 （第52屆）                                                                                  | 〈不要放棄〉《太陽的孩子》詞／曲／演唱：舒米恩·魯碧                                                                             |
| 2015 （第52屆）                                                                                  | 詞／曲／演唱：丁可〈漆黑的海上〉《踏血尋梅》                                                                                    |
| 2015 （第52屆）                                                                                  | 詞／曲／演唱：亂彈阿翔（陳泰翔）〈糾纏〉《青田街一號》                                                                          |
| 2015 （第52屆）                                                                                  | 詞：林夕，曲：羅大佑，演唱：陳奕迅〈何必呢〉《華麗上班族》                                                                      |
| 2015 （第52屆）                                                                                  | 詞：徐世珍、吳輝福，曲：JerryC，演唱：田馥甄〈小幸運〉《我的少女時代》                                                          |
| 2016 （第53屆）                                                                                  | 〈Arena Cahaya〉《輝煌年代》詞╱曲：Rendra Zawawi、季小薇，演唱：季小薇                                                          |
| 2016 （第53屆）                                                                                  | 詞：梁旋，曲：吉田潔，演唱：徐佳瑩〈湫兮如風〉《大魚海棠》                                                                      |
| 2016 （第53屆）                                                                                  | 詞：趙辰龍，曲：胡汀洋，演唱：南征北戰〈薩瓦迪卡〉《唐人街探案》                                                                |
| 2016 （第53屆）                                                                                  | 詞：陳潔瑤、蕾雅，曲：保卜，演唱：林意涵 〈愛不用說話〉《只要我長大》                                                           |
| 2016 （第53屆）                                                                                  | 詞／曲／演唱：竇靖童〈(It's not a crime) It's just what we do〉《七月與安生》                                                   |
| 2017 （第54屆）                                                                                  | 〈有無〉《大佛普拉斯》詞：王昭華，曲╱演唱：林生祥                                                                               |
| 2017 （第54屆）                                                                                  | 詞：劉健，曲：王達，演唱：朱虹、王達〈我愛香格里拉〉《大世界》                                                                  |
| 2017 （第54屆）                                                                                  | 詞：梁龍，曲：二手玫瑰，演唱：梁龍〈搖籃曲〉《輕鬆+愉快》                                                                       |
| 2017 （第54屆）                                                                                  | 詞：唐漢霄，曲：唐漢霄，演唱：陳奕迅〈讓我留在你身邊〉《擺渡人》                                                                |
| 2017 （第54屆）                                                                                  | 詞：林珺帆，曲：黃韻玲，演唱：譚維維〈陌上花開〉《相愛相親》                                                                    |
| 2018 （第55屆）                                                                                  | 〈峇里島〉《誰先愛上他的》詞╱曲╱演唱：李英宏                                                                                    |
| 2018 （第55屆）                                                                                  | 詞╱曲╱演唱： 陳政文〈老大借過〉《角頭2：王者再起》                                                                              |
| 2018 （第55屆）                                                                                  | 詞：盧律銘，曲：盧律銘、楊大正，演唱：楊大正〈迴光〉《小美》                                                                    |
| 2018 （第55屆）                                                                                  | 詞：葛大為，曲：陳建騏，演唱：陳奕迅〈我們〉《後來的我們》                                                                      |
| 2018 （第55屆）                                                                                  | 詞╱曲╱演唱：雷光夏〈深無情〉《范保德》                                                                                          |
| 2019 （第56届）                                                                                  | 〈光明之日〉《返校》詞：雷光夏，曲：雷光夏、盧律銘，演唱：雷光夏                                                                |
| 2019 （第56届）                                                                                  | 詞：林孝謙，曲：張簡君偉，演唱：A-Lin〈有一種悲傷〉《比悲傷更悲傷的故事》                                                       |
| 2019 （第56届）                                                                                  | 詞：鍾孟宏，曲：林生祥，演唱：林生祥〈遠行〉《陽光普照》                                                                        |
| 2019 （第56届）                                                                                  | 詞：陳珊妮，曲：陳珊妮，演唱：陳珊妮〈灼人秘密〉《灼人秘密》                                                                    |
| 2019 （第56届）                                                                                  | 詞：黃綺琳，曲：林二汶，演唱：鄧麗欣〈金都〉《金都》                                                                            |
| 2020 （第57届）                                                                                  | 〈刻在我心底的名字〉《刻在你心底的名字》詞：佳旺、陳文華、許媛婷，曲：佳旺、陳文華、許媛婷，演唱：盧廣仲、陳昊森                |
| 2020 （第57届）                                                                                  | 詞：黃明志、5forty2、The Real Masta Clan，曲：黃明志，演唱：黃明志、5forty2、The Real Masta Clan 〈Happy Family〉《你是豬》     |
| 2020 （第57届）                                                                                  | 詞：李霈瑜、盧律銘，曲：盧律銘，演唱：李霈瑜〈Lost and Found〉《消失的情人節》                                                  |
| 2020 （第57届）                                                                                  | 詞：林逸心，曲：柯智豪，演唱：陳淑芳、〈孤味〉《孤味》                                                                          |
| 2020 （第57届）                                                                                  | 詞：霍嘉豪、阿弗、陳心遙，曲：戴偉、霍嘉豪，演唱：霍嘉豪、 阿弗、劉敬雯、Jan Curious、KIDA Choir〈歡迎嚟到呢座城市〉《狂舞派3》 |
| 2021 （第58届）                                                                                  | 〈我這個人〉《我沒有談的那場戀愛》詞：艾怡良，曲：艾怡良，演唱：艾怡良                                                          |
| 2021 （第58届）                                                                                  | 〈愛情你比我想的閣較偉大〉《當男人戀愛時》詞：黃奇斌，曲：黃奇斌，演唱：茄子蛋                                                  |
| 2021 （第58届）                                                                                  | 〈濁水漂流〉《濁水漂流》詞：黃衍仁，曲：黃衍仁，演唱：黃衍仁                                                                    |
| 2021 （第58届）                                                                                  | 〈如果可以〉《月老》詞：九把刀，曲：韋禮安、JerryC，演唱：韋禮安                                                                |
| 2021 （第58届）                                                                                  | 〈逐個逐個〉《鬼同你住》詞：Jan Curious、薛晉寧，曲：Jan Curious，演唱：Jan Curious                                             |
| 2022 （第59届）                                                                                  | |
| 〈想知道你在想什麼〉《我吃了那男孩一整年的早餐》詞：周興哲、吳易緯，曲：周興哲，演唱：周興哲     | |
| 〈為了妳〉《九槍》詞：阮國非，曲：史旻玠，演唱：賴學靜                                           | |
| 〈烤火的房〉《哈勇家》詞：陳潔瑤、保卜・巴督路，曲：保卜・巴督路，演唱：林亭莉                   | |
| 〈永遠的所在〉《流麻溝十五號》詞：曹雅雯，曲：曹雅雯，演唱：曹雅雯                               | |
| 2023 （第60届）                                                                                  | |
| 〈同款〉《本日公休》 詞：吳念真，曲：陳建騏，演唱：洪佩瑜                                        | |
| 〈親愛的對象〉《關於我和鬼變成家人的那件事》詞：陳學聖、葛大為，曲：蔡依林、劉家凱，演唱：蔡依林 | |
| 〈一路以來〉《富都青年》詞：黃淑惠、片山凉太，曲：片山凉太，演唱：片山凉太                       | |
| 〈鳥仔〉《老狐狸》詞：許惠婷，曲：侯志堅，演唱：動力火車                                         | |
| 〈五月的人〉《五月雪》詞：張吉安，曲：黃淑惠，演唱：萬芳                                         | |
| 2024 （第61届）                                                                                  | |
| 〈鬼才出道〉《鬼才之道》詞：陳虹任，曲：王若琳，演唱：王若琳                                     | |
| 〈北方來的人〉《餘燼》詞：鍾孟宏，曲：盧律銘，演唱：拉縴人少年兒童合唱團                         | |
| 〈記憶的旅人〉《青春18×2 通往有你的旅程》詞：櫻井和壽，曲：櫻井和壽，演唱：Mr.Children           | |
| 〈妳怎麼想〉《女兒的女兒》詞：安溥，曲：安溥，演唱：安溥                                         | |
| 〈漂亮朋友〉《漂亮朋友》詞：耿軍，曲：梁龍，演唱：梁龍                                           | |

## 外部連結
- 金馬獎官方網站 （页面存档备份，存于）
- 金馬影展 TGHFF的Facebook專頁
- goldenhorsefilmfestival的Instagram帳戶
- YouTube上的TGHFF頻道
- Taipei Golden Horse的X（前Twitter）